# Ceratocapsus wheeleri
Ceratocapsus wheeleri är en insektsart som beskrevs av Henry 1979. Ceratocapsus wheeleri ingår i släktet Ceratocapsus och familjen ängsskinnbaggar. Inga underarter finns listade i Catalogue of Life.